# ريك بيكيت
ريك بيكيت (بالإنجليزية: Rick Beckett)‏ هو مقدم برامج إذاعية أمريكي، ولد في 30 يونيو 1954، وتوفي في 26 فبراير 2009 بسبب نوبة قلبية.